# Anisodes major
Anisodes major là một loài bướm đêm trong họ Geometridae.